# 春田镇 (辛普森一家)
春田市（Springfield，或音译作斯普林菲尔德，FOX台灣頻道譯作“內糊”）是美国动画情景喜剧《辛普森一家》中设定的一座虚构城镇。春田镇是其所在州份的最大城市，并临近于一个大湖。春田镇的周边环境经常会为满足剧情的需求而发生变化。在《辛普森一家》的虚构世界中，《时代》杂志曾经以“美国最糟糕城市”为题专门给春田镇制作一期封面故事；《新闻周刊》亦曾将这座城市称作“美国的垃圾桶”。
春田镇在现实世界中所处的位置是无法确定的。在“Blame it on Lisa”一集中，莉萨曾说，春田镇的地址是秘密，但他人却可以根据一些线索找到它。因此，爱好者曾经通过比对小镇的特征、周边环境以及临近的地标这些线索，希望可以由此确定小镇的具体位置。在辛普森家庭推出的手機遊戲中曾提到要搬家至臨近的邁阿密，故推測是位於佛羅里達州。然而，动画节目却开始有意地回避对其具体位置的描述，并给出一些相互矛盾的线索。“Springfield”这地名在美国很常见，过半州份都有城市或小镇叫这名。

## 地理、氣候和環境
春田镇的地理環境是多樣的，包括森林、草原、山脈、沙漠、冰川、海灘、荒地、峽谷、沼澤、港口、潭和水路。主要地域包括春田镇峽谷，春田镇國家森林公園，春田镇火山。西春田镇沙漠（“是德州的三倍！”），春田镇荒地，巨大的門得厚山，春田镇冰川。國家公園，春田镇台地，春田镇紀念碑公園和春田镇國家公園。是著名的旅遊景點。天空通常湛藍，陽光明媚。然而，一直以來受到很多自然災害，包括熱浪，暴風雪，雪崩，地震，酸雨，洪水，颶風，雷擊，龍捲風和火山爆發。

## 政治、宗教和媒體
春田镇市長喬·昆比屬民主黨，而該鎮的美国联邦众议院议员是第24國會選區的共和黨人小丑库斯提。民主黨瑪麗·貝利是春田镇州州長。常見政治腐敗和警察賄賂。 
宗教禮拜的房子包括猶太教堂，第一春田镇教堂，第一非洲衛理公會教堂，市中心的大教堂和佛教道場。 
KBBL廣播公司是各大媒體的出口，至少擁有三家廣播電台和一家電視台。小鎮報紙有春田镇購物者。

## 街區和旅遊景點
全鎮分為許多街區，包括鼠巢，懶鬼鎮，唐人街，Crackton，東春田镇，希臘城，俄羅斯小鎮，賈奇維爾，小曼谷，小埃塞俄比亞，小意大利，小紐瓦克，小斯德哥爾摩，小西雅圖，小烏克蘭，民族镇，猶太東城，絕緣紙板莊園，隱士牧場莊園，貧民窟，春田镇港，春田镇高地，海波車道，春田镇郡，西藏城，韋弗利山，斯波克林恩的藝術行政區，林肯公園村安居工程，易燃區，同性戀區和快餐區。
春田镇有歌劇院，戶外圓形劇場，一個植物園及爵士樂壇，以前為國家的娛樂之都。
全鎮有幾所大學，包括春田镇大學和體育競爭對手春田镇農業機械大學，春田镇技術高地研究所和春田镇社區大學。
博物館包括春田镇博物館和世界上最大的立方氧化鋯，春田镇自然史博物館，春田镇劍魚博物館，春田镇壽年博物館和郵票博物館。
交通運輸方面，春田镇有國際機場銜接鐵路和廢棄的地鐵系統，以及不盡理想的單軌鐵路線。
體育方面，春田镇有美國職棒小聯盟的棒球隊，主場比賽在達夫體育場舉辦，春田镇原子足球隊在春田镇球場，NBA的春田镇愛斯賽門（原甸凱爾特人）和在春田镇球場的春田镇小鮫曲棍球隊。

## 商家
- 春田镇核電站
- QK便利商店[24]
- 機器人的地牢與棒球卡店[25]
- 阿茲特克劇場[26]
- 巴尼的保齡球館[27]
- Costington
- KBBL廣播公司
- 嗨翻之王音樂用品店[28]
- 左撇子商店[29]
- Noiseland電子遊樂場
- Sprawl-Mart
- 春田镇購物中心
- Try-N-Save
- 傑克斯中性美容院[30]
- Java伺服器[31]
- 賀曼的軍事古董店[32]

## 酒吧和餐廳
- 鍍金松露[33]
- 老莫酒吧[34]
- 庫斯提漢堡包[35]
- 豬油小子甜甜圈[36]
- 油炸荷蘭人[37]
- 美聲沙朗牛排館[38]
- 快樂相撲[39]
- 酒池肉林餐廳[40]

## 學校
- 春田镇小學
- 西春田镇小學
- 春田镇預備學校
- 春田镇大學
- 春田镇農業機械大學
- 春田镇技術高地研究所
- 春田镇社區大學
- 春田镇高中

## 地標
- 庫斯風格工作室[41]
- 睡眠EAZY汽車旅館[42]
- 春田镇養老院[43]
- 春田镇市政廳
- 春田镇法院大樓
- 五州交會點
- 庫斯提樂園

## 其他城鎮
- 谢尔比维尔
- 州府
- 布羅克韋[44]
- 奧格登维尔[45]
- 北哈佛布魯克[46]
- 賽普拉斯河[47]

## 備註
1. ↑  台灣翻譯內糊是惡搞台北市內湖區，因為跟內湖區的環境很相似